# Ralph Thomas Walker

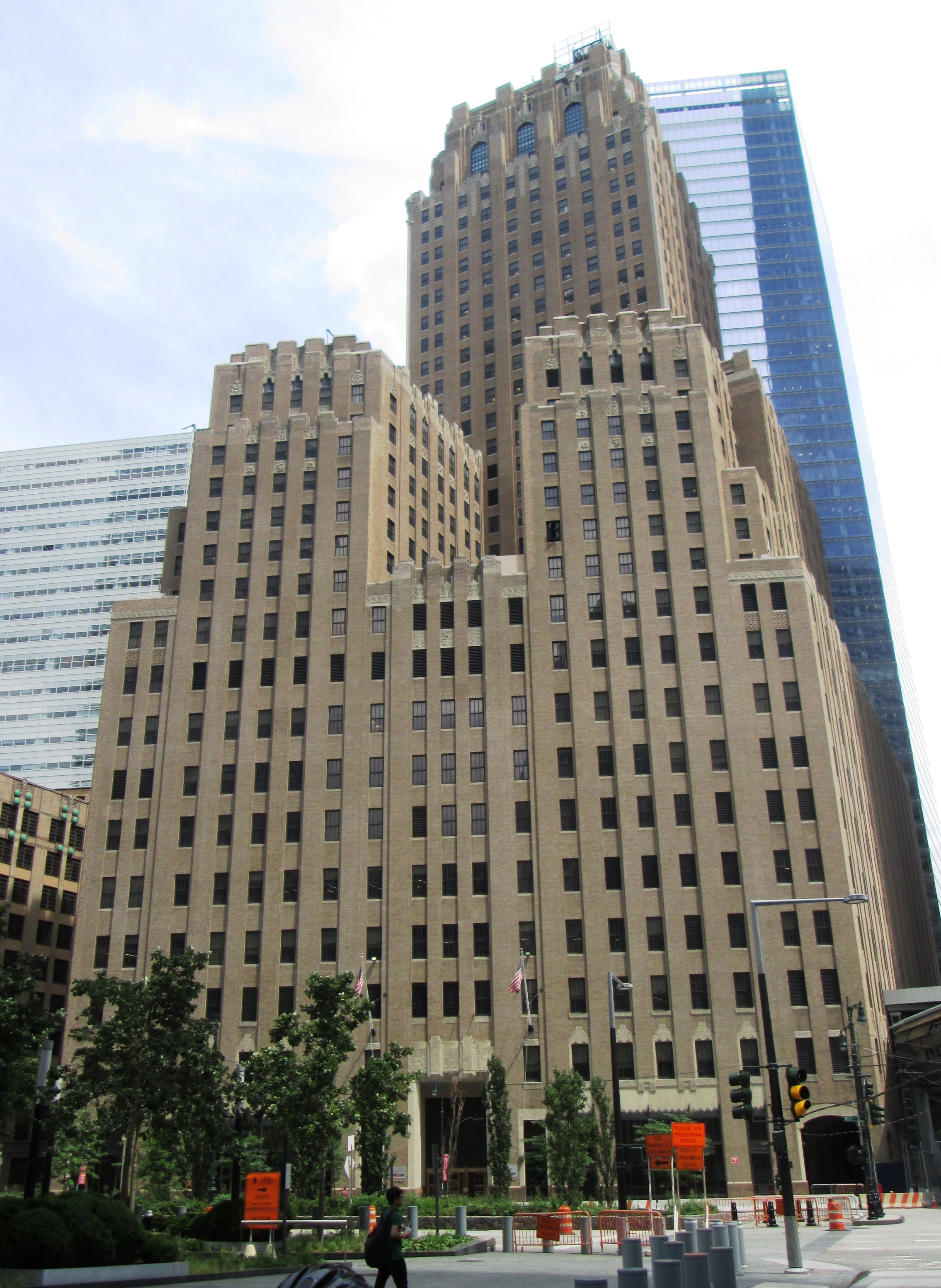
Barclay-Vesey Building (1926).

Ralph Thomas Walker (28 de noviembre de 1889 - 17 de enero de 1973) fue un arquitecto de estadounidense, presidente de la American Institute of Architects y socio de la compañía McKenzie, Voorhees, Gmelin; y sus sucesores Voorhees, Gmelin & Walker, Voorhees, Walker, Foley & Smith; Voorhees, Walker, Smith & Smith; y Voorhees, Walker, Smith, Smith & Haines. Walker es más conocido por el diseño del edificio Barclay-Vesey (1923-26) y el edificio del Irving Trust (1928-31).
Walker fue denominado "El único otro arquitecto honesto en América" por Frank Lloyd Wright, y el "Arquitecto del Siglo" por el The New York Times cuando recibió la Medalla de Oro del AIA. Sus diseños Art déco han sido llamados "audaces, espectacularmente dinámicos", "radicales", "distintivos", "teatrales ... muy dramáticos", "sincopados y llamativos".

## Primeros años y formación
Walker nació el 28 de noviembre de 1889 en Waterbury (Connecticut) y fue criado en Connecticut y Rhode Island por una familia de clase trabajadora: su padre era obrero de la construcción y recibió su interés por las artes de su madre, que lo aficionó al teatro, donde asistió a operetas y otros entretenimientos ligeros. Asistió a la Classical High School en Providence (Rhode Island).
En 1907, a la edad de 18 años, Walker fue aprendiz del arquitecto Howard K. Hilton en Providence. Durante su aprendizaje de tres años, cobraba un dólar a la semana el primer año, dos durante el segundo año y tres dólares en el último año. Mientras trabajaba allí, asistió a clases en el Instituto de Tecnología de Massachusetts. Después de dos años de comenzar a trabajar en el diseño de edificios, cobraba nueve dólares por semana. Durante su último semestre antes de graduarse dejó este trabajo, y en 1913 se casó con Stella Forbes, de Providence. Obtuvo una beca como Rotch Traveling Scholar en 1916, lo que le permitió emprender un viaje de estudios. Desempeñó distintos oficios en Boston, Montreal y Nueva York, "a cargo de la planificación y el diseño de iglesias, edificios monumentales, universidades y edificios comerciales".

## Servicio militar
Durante la Primera Guerra Mundial, Walker sirvió en el Cuerpo de Ingenieros de la Fuerza Expedicionaria Estadounidense como Segundo Teniente en la Sección de Camuflaje, de 1917 a 1918, al igual que muchos otros artistas, escultores y arquitectos.

## Carrera
En 1919, a los 30 años, después de su regreso de Europa tras su servicio militar, a Walker se le ofreció un puesto de diseño junior en McKenzie, Voorhees and Gmelin, empresa sucesora del despacho fundado por Cyrus L. W. Eidlitz. Permaneció allí durante el resto de su carrera. El diseño de rascacielos estaba en el centro de su trabajo arquitectónico, y llegó a ser muy influyente para determinar cómo deberían ser. A propósito de este asunto, llegó a decir que:

El rascacielos es la única forma de vivir en esta era de máquinas. Es una expresión y reflejo de la época.

Y del diseñador de estos edificios, señaló que:

El arquitecto del futuro será un psicólogo, porque es importante para el arquitecto diseñar una casa para las personas que sea mentalmente confortable, algo tan necesario como que sea físicamente confortable.

En sus primeros años en la firma, Walker usó su aptitud en las Bellas Artes para brindar apoyo a las comisiones en curso de la firma para el Edificio Municipal de Brooklyn,
completado en 1924, y en el edificio de la compañía Brooklyn Edison, completado en 1923.
Con su diseño para el Edificio Barclay-Vesey (1922-1926), encargado por la New York Telephone en 1921, Walker se convirtió en un diseñador líder y llevó a McKenzie, Voorhees y Gmelin en una nueva dirección. El edificio Barclay-Vesey (ahora conocido como el Verizon Building), está situado en el 140 de West Street en la ciudad de Nueva York. Se le atribuye ser el primer rascacielos en aplicar la ley de Zonificación de 1916 (Nueva York) como premisa de diseño. Inspirado en parte por los dibujos teóricos de Hugh Ferriss exhibidos en 1922, Walker creó una enorme torre asimétrica apartada de su base. El diseño abrió el camino para una generación de rascacielos construidos utilizando el principio de retroceso. Se ha descrito como un rascacielos Art déco, debido al ingenioso adorno que rodea puertas y ventanas, así como las cajas de los ascensores. Como resultado del éxito de su diseño, Walker se convirtió en socio de la firma y su nombre se cambió a Voorhees, Gmelin, and Walker en 1926. La firma se mudó a los alrededores de Nueva York, al Condado de Westchester.

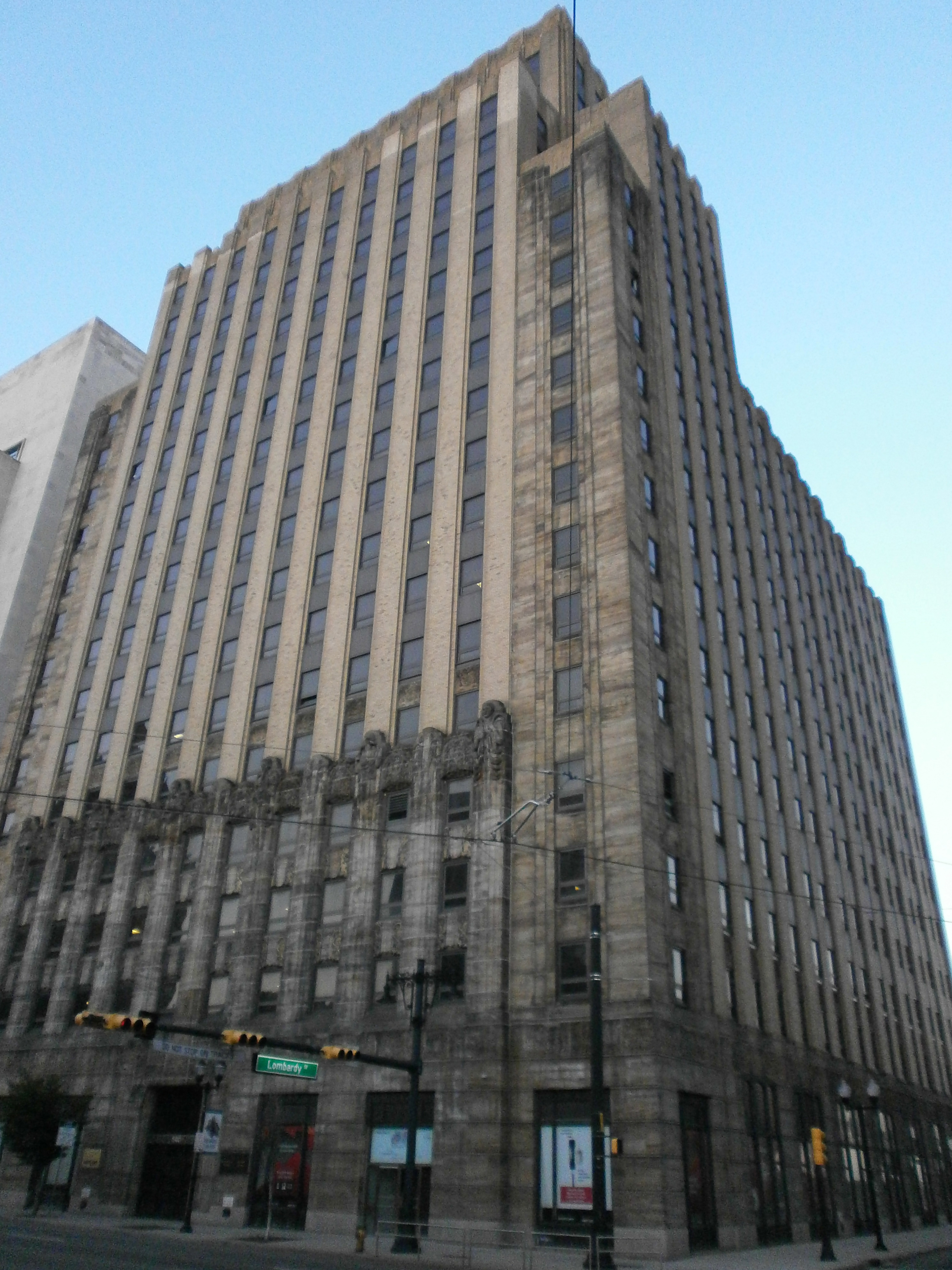
New Jersey Bell Headquarters Building (1929).

Después de completar el edificio Barclay-Vesey, diseñó varios otros edificios utilizando su combinación de alturas asimétricas y torres con adornos art déco, incluida la sede del Ejército de Salvación (1929-30) en la calle West 14th Street, el Irving Trust Bank en el 1 Wall Street (1928-31), y varios otros edificios en toda la ciudad de Nueva York y el estado, incluidas construcciones en Syracuse y Rochester, así como el New Jersey Bell Headquarters Building. Durante la década de 1930, a medida que disminuía el influjo del art déco, Walker estuvo profundamente involucrado en la planificación de la Exposición Universal de Chicago (1933) y de la exposición General de segunda categoría de Nueva York de 1939.
Fue un miembro activo del American Institute of Architects (AIA) y se convirtió en su presidente en 1949. Durante sus dos años de presidencia, fue fundamental para establecer el Colegio de Miembros de la AIA, aprobado en 1952. En 1957, con motivo del centenario de la institución, la AIA reconoció los extraordinarios servicios de Walker a la profesión al crear un premio especial con su nombre, la Medalla de Oro de Honor del Centenario de la AIA. El titular del The New York Times que informaba sobre el premio, le llamó el "Arquitecto del Siglo". Para conmemorar el evento, Walker también escribió y publicó una autobiografía.
Se retiró de Voorhees, Walker, Foley, Smith & Smith en 1959, pero se mantuvo activo en la profesión. Antes de su muerte, sin embargo, destruyó su premio de la AIA.
Walker se suicidó en 1973, usando una bala de plata que él mismo había forjado.

## Controversia
En 1960, Walker renunció a formar parte de la AIA tras un conflicto sobre ética profesional. La AIA acusó a un miembro de la firma de Walker de actuar de una manera "no profesional" al aceptar un contrato que ya pertenecía a otra empresa. Walker quedó muy afectado por la controversia, y editó un folleto en el que defendía su reputación, incluyendo gran parte de la correspondencia en torno al incidente que había enviado a los miembros del Colegio de Miembros de la AIA. Terminó el ensayo con:

Permítame decir, finalmente, que no me hago ilusiones de grandeza; muy al contrario, soy muy humilde en el conocimiento de mi vida, y mi vida ha sido un libro abierto de servicio para mis colegas arquitectos y para el bien público. Cuando corto mis conexiones con la AIA lo hago por respeto a mí mismo, como una cuestión de orgullo, y estoy seguro de su conocimiento de mi carácter. Desprecio completamente la falsificación, la santificación, lo barato y las cosas mal hechas.

Walker se reincorporó a la AIA en 1965.

## Galería de imágenes
|                                                                           |
| El Edificio Verizon, posteriormente denominado Barclay-Vesey, Nueva York. |

|                              |
| Entrada al Edificio Verizon. |

|                                           |
| Edificio de la Western Union, Nueva York. |

|                                                                       |
| Templo Memorial del Centenario del Ejército de Salvación, Nueva York. |